# Dacrydium lycopodioides
Espèce
Classification phylogénétique
Statut de conservation UICN

 NT  : Quasi menacé
Dacrydium lycopodioides est une espèce de plantes de la famille des Podocarpaceae du genre Dacrydium.